# Kenia op de Olympische Zomerspelen 2020
Kenia nam deel aan de Olympische Zomerspelen 2020 in Tokio, Japan.

## Medailleoverzicht
| Medaille | Naam                  | Sport    | Onderdeel              | Datum      |
| -------- | --------------------- | -------- | ---------------------- | ---------- |
| Goud     | Emmanuel Korir        | Atletiek | 800m (m)               | 4 augustus |
| Goud     | Faith Kipyegon        | Atletiek | 1500m (v)              | 6 augustus |
| Goud     | Peres Jepchirchir     | Atletiek | marathon (v)           | 7 augustus |
| Goud     | Eliud Kipchoge        | Atletiek | marathon (m)           | 8 augustus |
|          |                       |          |                        |            |
| Zilver   | Hellen Obiri          | Atletiek | 5000m (v)              | 2 augustus |
| Zilver   | Ferguson Rotich       | Atletiek | 800m (m)               | 4 augustus |
| Zilver   | Brigid Kosgei         | Atletiek | marathon (v)           | 7 augustus |
| Zilver   | Timothy Cheruiyot     | Atletiek | 1500m (m)              | 7 augustus |
|          |                       |          |                        |            |
| Brons    | Benjamin Kigen        | Atletiek | 3000m steeplechase (m) | 2 augustus |
| Brons    | Hyvin Kiyeng Jepkemoi | Atletiek | 3000m steeplechase (v) | 4 augustus |

## Atleten
Hieronder volgt een overzicht van de atleten die zich reeds hebben verzekerd van deelname aan de Olympische Zomerspelen 2020.
| sport     | vrouwen | mannen | totaal |
| --------- | ------- | ------ | ------ |
| Atletiek  | 18      | 22     | 40     |
| Boksen    | 2       | 2      | 4      |
| Rugby     | 13      | 13     | 26     |
| Taekwondo | 1       | 0      | 1      |
| Volleybal | 14      | 0      | 14     |
| Zwemmen   | 1       | 1      | 2      |
| totaal    | 49      | 38     | 87     |

## Sporten

### Atletiek
Mannen
Loopnummers
| atleet                 | onderdeel           | series   | series | kwartfinale | kwartfinale | halve finale   | halve finale   | finale         | finale         |
| atleet                 | onderdeel           | tijd     | rang   | tijd        | rang        | tijd           | rang           | tijd           | rang           |
| ---------------------- | ------------------- | -------- | ------ | ----------- | ----------- | -------------- | -------------- | -------------- | -------------- |
| Mark Odhiambo          | 100 m               | bye      | bye    | DNS         | DNS         | niet geplaatst | niet geplaatst | niet geplaatst | niet geplaatst |
| Ferdinand Omanyala     | 100 m               | bye      | bye    | 10,01 NR    | 3 Q         | 10,00 NR       | 3              | niet geplaatst | niet geplaatst |
| Emmanuel Korir         | 400 m               | DSQ      | DSQ    | n.v.t.      | n.v.t.      | niet geplaatst | niet geplaatst | niet geplaatst | niet geplaatst |
| Emmanuel Korir         | 800 m               | 1.45,33  | 1 Q    | n.v.t.      | n.v.t.      | 1.44,74        | 2 Q            | 1.45,06        | Goud           |
| Ferguson Rotich        | 800 m               | 1.43,75  | 1 Q    | n.v.t.      | n.v.t.      | 1.44,04        | 1 Q            | 1.45,23        | Zilver         |
| Michael Saruni         | 800 m               | 1.45,21  | 2 Q    | n.v.t.      | n.v.t.      | 1.44,54        | 6              | niet geplaatst | niet geplaatst |
| Timothy Cheruiyot      | 1500 m              | 3.36,01  | 2 Q    | n.v.t.      | n.v.t.      | 3.33,95        | 3 Q            | 3.29,01        | Zilver         |
| Abel Kipsang           | 1500 m              | 3.40,68  | 1 Q    | n.v.t.      | n.v.t.      | 3.31,65 OR     | 1 Q            | 3.29,56        | 4              |
| Charles Simotwo        | 1500 m              | 3.37,26  | 10 q   | n.v.t.      | n.v.t.      | 3.34,61        | 6              | niet geplaatst | niet geplaatst |
| Daniel Ebenyo          | 5000 m              | 13.41,64 | 10     | n.v.t.      | n.v.t.      | n.v.t.         | n.v.t.         | niet geplaatst | niet geplaatst |
| Nicholas Kimeli        | 5000 m              | 13.38,87 | 1 Q    | n.v.t.      | n.v.t.      | n.v.t.         | n.v.t.         | 12.59,17       | 4              |
| Samwel Masai           | 5000 m              | DNS      | DNS    | n.v.t.      | n.v.t.      | n.v.t.         | n.v.t.         | niet geplaatst | niet geplaatst |
| Rhonex Kipruto         | 10000 m             | n.v.t.   | n.v.t. | n.v.t.      | n.v.t.      | n.v.t.         | n.v.t.         | 27.52,78       | 9              |
| Rodgers Kwemoi         | 10000 m             | n.v.t.   | n.v.t. | n.v.t.      | n.v.t.      | n.v.t.         | n.v.t.         | 27.50,06       | 7              |
| Weldon Kipkurui Langat | 10000 m             | n.v.t.   | n.v.t. | n.v.t.      | n.v.t.      | n.v.t.         | n.v.t.         | 28.41,42       | 18             |
| Leonard Bett           | 3000 m steeplechase | 8.19,62  | 5      | n.v.t.      | n.v.t.      | n.v.t.         | n.v.t.         | niet geplaatst | niet geplaatst |
| Abraham Kibiwott       | 3000 m steeplechase | 8.12,25  | 1 Q    | n.v.t.      | n.v.t.      | n.v.t.         | n.v.t.         | 8.19,41        | 10             |
| Benjamin Kigen         | 3000 m steeplechase | 8.10,80  | 3 Q    | n.v.t.      | n.v.t.      | n.v.t.         | n.v.t.         | 8.11,45        | Brons          |
| Lawrence Cherono       | marathon            | n.v.t.   | n.v.t. | n.v.t.      | n.v.t.      | n.v.t.         | n.v.t.         | 2:10.02        | 4              |
| Eliud Kipchoge         | marathon            | n.v.t.   | n.v.t. | n.v.t.      | n.v.t.      | n.v.t.         | n.v.t.         | 2:08.38        | Goud           |
| Amos Kipruto           | marathon            | n.v.t.   | n.v.t. | n.v.t.      | n.v.t.      | n.v.t.         | n.v.t.         | DNF            | DNF            |

Technische nummers
| atleet      | onderdeel    | kwalificaties | kwalificaties | finale         | finale         |
| atleet      | onderdeel    | afstand       | rang          | afstand        | rang           |
| ----------- | ------------ | ------------- | ------------- | -------------- | -------------- |
| Mathew Sawe | hoogspringen | 2,17          | 30            | niet geplaatst | niet geplaatst |
| Julius Yego | speerwerpen  | 77,34         | 24            | niet geplaatst | niet geplaatst |

Vrouwen
Loopnummers
| atlete                 | onderdeel           | series   | series | kwartfinale | kwartfinale | halve finale   | halve finale   | finale         | finale         |
| atlete                 | onderdeel           | tijd     | rang   | tijd        | rang        | tijd           | rang           | tijd           | rang           |
| ---------------------- | ------------------- | -------- | ------ | ----------- | ----------- | -------------- | -------------- | -------------- | -------------- |
| Hellen Syombua         | 400 m               | 52,70    | 5      | n.v.t.      | n.v.t.      | niet geplaatst | niet geplaatst | niet geplaatst | niet geplaatst |
| Mary Moraa             | 800 m               | 2.01,66  | 3 Q    | n.v.t.      | n.v.t.      | 2.00,47        | 3              | niet geplaatst | niet geplaatst |
| Eunice Sum             | 800 m               | 2.03,00  | 6      | n.v.t.      | n.v.t.      | niet geplaatst | niet geplaatst | niet geplaatst | niet geplaatst |
| Emily Cherotich Tuei   | 800 m               | 2.08,08  | 8      | n.v.t.      | n.v.t.      | niet geplaatst | niet geplaatst | niet geplaatst | niet geplaatst |
| Winnie Chebet          | 1500 m              | 4.03,93  | 3 Q    | n.v.t.      | n.v.t.      | 4.11,62        | 13             | niet geplaatst | niet geplaatst |
| Edinah Jebitok         | 1500 m              | 4.10,72  | 12 qR  | n.v.t.      | n.v.t.      | 4.05,56        | 13             | niet geplaatst | niet geplaatst |
| Faith Kipyegon         | 1500 m              | 4.01,40  | 1 Q    | n.v.t.      | n.v.t.      | 3.56,80        | 1 Q            | 3.53,11 OR     | Goud           |
| Hellen Obiri           | 5000 m              | 14.55,77 | 2 Q    | n.v.t.      | n.v.t.      | n.v.t.         | n.v.t.         | 14.38,36       | Zilver         |
| Lilian Kasait Rengeruk | 5000 m              | 14.50,36 | 5 Q    | n.v.t.      | n.v.t.      | n.v.t.         | n.v.t.         | 14.55,85       | 12             |
| Agnes Jebet Tirop      | 5000 m              | 14.48,01 | 2 Q    | n.v.t.      | n.v.t.      | n.v.t.         | n.v.t.         | 14.39,62       | 4              |
| Sheila Chelangat       | 10000 m             | n.v.t.   | n.v.t. | n.v.t.      | n.v.t.      | n.v.t.         | n.v.t.         | 31.48,23       | 16             |
| Irene Chepet Cheptai   | 10000 m             | n.v.t.   | n.v.t. | n.v.t.      | n.v.t.      | n.v.t.         | n.v.t.         | 30.44,00       | 6              |
| Hellen Obiri           | 10000 m             | n.v.t.   | n.v.t. | n.v.t.      | n.v.t.      | n.v.t.         | n.v.t.         | 30.24,27       | 4              |
| Beatrice Chepkoech     | 3000 m steeplechase | 9.19,82  | 3 Q    | n.v.t.      | n.v.t.      | n.v.t.         | n.v.t.         | 9.16,33        | 7              |
| Hyvin Kiyeng Jepkemoi  | 3000 m steeplechase | 9.23,17  | 1 Q    | n.v.t.      | n.v.t.      | n.v.t.         | n.v.t.         | 9.05,39        | Brons          |
| Purity Cherotich Kirui | 3000 m steeplechase | 9.30,13  | 5      | n.v.t.      | n.v.t.      | n.v.t.         | n.v.t.         | niet geplaatst | niet geplaatst |
| Ruth Chepngetich       | marathon            | n.v.t.   | n.v.t. | n.v.t.      | n.v.t.      | n.v.t.         | n.v.t.         | DNF            | DNF            |
| Peres Jepchirchir      | marathon            | n.v.t.   | n.v.t. | n.v.t.      | n.v.t.      | n.v.t.         | n.v.t.         | 2:27.20        | Goud           |
| Brigid Kosgei          | marathon            | n.v.t.   | n.v.t. | n.v.t.      | n.v.t.      | n.v.t.         | n.v.t.         | 2:27.36        | Zilver         |

### Boksen
Mannen
| atleet            | onderdeel    | eerste ronde         | tweede ronde         | kwartfinale          | halve finale         | finale               | finale         |
| atleet            | onderdeel    | tegenstander uitslag | tegenstander uitslag | tegenstander uitslag | tegenstander uitslag | tegenstander uitslag | rang           |
| ----------------- | ------------ | -------------------- | -------------------- | -------------------- | -------------------- | -------------------- | -------------- |
| Nick Okoth        | vedergewicht | Erdenebatyn V 2 - 3  | niet geplaatst       | niet geplaatst       | niet geplaatst       | niet geplaatst       | niet geplaatst |
| Elly Ajowi Ochola | zwaargewicht | bye                  | La Cruz V 0 - 5      | niet geplaatst       | niet geplaatst       | niet geplaatst       | niet geplaatst |

Vrouwen
| atlete           | onderdeel     | eerste ronde         | tweede ronde         | kwartfinale          | halve finale         | finale               | finale         |
| atlete           | onderdeel     | tegenstander uitslag | tegenstander uitslag | tegenstander uitslag | tegenstander uitslag | tegenstander uitslag | rang           |
| ---------------- | ------------- | -------------------- | -------------------- | -------------------- | -------------------- | -------------------- | -------------- |
| Christine Ongare | vlieggewicht  | Magno V 0 - 5        | niet geplaatst       | niet geplaatst       | niet geplaatst       | niet geplaatst       | niet geplaatst |
| Elizabeth Akinyi | weltergewicht | bye                  | Panguana V RSC       | niet geplaatst       | niet geplaatst       | niet geplaatst       | niet geplaatst |

### Rugby
Mannen
| Olympiër | Discipline | Resultaat | Prestatie |
| --- | ---------- | --------- | --- |
| Daniel Taabu Herman Humwa Alvin Otieno Vincent Onyala Billy Odhiambo Jeff Oluoch Eden Agero Andrew Amonde Nelson Oyoo Collins Injera Johnstone Olindi Willy Ambaka Jacob Ojee | mannen     | 9         | Groepsfase Verloren van Verenigde Staten 19 - 14 Verloren van Zuid-Afrika 14 - 5 Verloren van Ierland Plaatsing 9 - 12 Gewonnen van Japan 21 - 7 Wedstrijd om plaats 9 Gewonnen van Ierland 0 - 22 |

Vrouwen
| Olympiër | Discipline | Resultaat | Prestatie |
| --- | ---------- | --------- | --- |
| Grace Adhiambo Vivian Okwach Camilla Atieno Judith Okumu Sinaida Omondi Diana Ochieng Sheila Chajira Christabel Lindo Janet Okelo Philadelphia Olando Sarah Ndunde Stellah Wafula Leah Wambui | vrouwen    | 10        | Groepsfase Verloren van Nieuw-Zeeland 29 - 7 Verloren van Russische ploeg 35 - 12 Verloren van Groot-Brittannië 31 - 0 Plaatsing 9 - 12 Gewonnen van Japan 21 - 17 Wedstrijd om plaats 9 Verloren van Canada 24 - 10 |

### Taekwondo
Vrouwen
| atlete       | onderdeel | eerste ronde         | kwartfinale          | halve finale         | herkansing           | finale / BM          | finale / BM |
| atlete       | onderdeel | tegenstander uitslag | tegenstander uitslag | tegenstander uitslag | tegenstander uitslag | tegenstander uitslag | rang        |
| ------------ | --------- | -------------------- | -------------------- | -------------------- | -------------------- | -------------------- | ----------- |
| Faith Ogallo | +67 kg    | Mandić V 0 - 13      | niet geplaatst       | niet geplaatst       | Kowalczuk V 7 - 15   | niet geplaatst       | 7           |

### Volleybal

#### Beachvolleybal
Vrouwen
| atleten                               | onderdeel | eerste ronde                                                                                 | eerste ronde | achtste finale       | kwartfinale          | halve finale         | finale / BM          | finale / BM    |
| atleten                               | onderdeel | tegenstander uitslag                                                                         | stand        | tegenstander uitslag | tegenstander uitslag | tegenstander uitslag | tegenstander uitslag | rang           |
| ------------------------------------- | --------- | -------------------------------------------------------------------------------------------- | ------------ | -------------------- | -------------------- | -------------------- | -------------------- | -------------- |
| Gaudencia Makokha Brackcides Khadambi | vrouwen   | Ramos – Silva V 15-21, 9-21 Claes – Sponcil V 8-21, 6-21 Kravčenoka – Graudiņa V 6-21, 14-21 | 4            | niet geplaatst       | niet geplaatst       | niet geplaatst       | niet geplaatst       | niet geplaatst |

#### Zaalvolleybal
Vrouwen
| Atleten | Discipline | Resultaat  | Prestatie |
| --- | ---------- | ---------- | --------- |
| Jane Wacu Leonida Kasaya Sharon Chepchumba Joy Lusenaka Noel Murambi Gladys Ekaru Lorine Chebet Mercy Moim Pamela Jepkirui Agripina Kundu Emmaculate Chemtai Edith Mukuvilani | zaal       | groepsfase | zie onder |

| # | Ploeg                  | Punten | Wedstrijden | Wedstrijden | Wedstrijden | Sets | Sets | Sets  |
| # | Ploeg                  | Punten | G           | W           | V           | W    | V    | Ratio |
| - | ---------------------- | ------ | ----------- | ----------- | ----------- | ---- | ---- | ----- |
| 1 | Brazilië               | 14     | 5           | 5           | 0           | 15   | 3    | +12   |
| 2 | Servië                 | 12     | 5           | 4           | 1           | 13   | 3    | +10   |
| 3 | Zuid-Korea             | 7      | 5           | 3           | 2           | 9    | 10   | -1    |
| 4 | Dominicaanse Republiek | 8      | 5           | 2           | 3           | 10   | 10   | 0     |
| 5 | Japan                  | 4      | 5           | 1           | 4           | 6    | 12   | -6    |
| 6 | Kenia                  | 0      | 5           | 0           | 5           | 0    | 15   | -15   |

| Ronde           | Datum          | Lokale tijd    | MEZT                   | Land           | Score          | Land           |
| --------------- | -------------- | -------------- | ---------------------- | -------------- | -------------- | -------------- |
| Groepsfase      |                |                |                        |                |                |                |
| 25 juli 2021    | 19:40          | 12:40          | Japan                  | 3 - 0          | Kenia          |                |
| 27 juli 2021    | 21:45          | 14:45          | Zuid-Korea             | 3 - 0          | Kenia          |                |
| 29 juli 2021    | 14:20          | 07:20          | Servië                 | 3 - 0          | Kenia          |                |
| 31 juli 2021    | 09:00          | 02:00          | Dominicaanse Republiek | 3 - 0          | Kenia          |                |
| 2 augustus 2021 | 21:45          | 14:45          | Brazilië               | 3 - 0          | Kenia          |                |
| Kwartfinale     | niet geplaatst | niet geplaatst | niet geplaatst         | niet geplaatst | niet geplaatst | niet geplaatst |
| Halve finale    | niet geplaatst | niet geplaatst | niet geplaatst         | niet geplaatst | niet geplaatst | niet geplaatst |
| Finale          | niet geplaatst | niet geplaatst | niet geplaatst         | niet geplaatst | niet geplaatst | niet geplaatst |

### Zwemmen
Mannen
| atleet         | onderdeel        | series | series | halve finale   | halve finale   | finale         | finale         |
| atleet         | onderdeel        | tijd   | rang   | tijd           | rang           | tijd           | rang           |
| -------------- | ---------------- | ------ | ------ | -------------- | -------------- | -------------- | -------------- |
| Danilo Rosafio | 100 m vrije slag | 52,54  | 56     | niet geplaatst | niet geplaatst | niet geplaatst | niet geplaatst |

Vrouwen
| atlete       | onderdeel       | series | series | halve finale   | halve finale   | finale         | finale         |
| atlete       | onderdeel       | tijd   | rang   | tijd           | rang           | tijd           | rang           |
| ------------ | --------------- | ------ | ------ | -------------- | -------------- | -------------- | -------------- |
| Emily Muteti | 50 m vrije slag | 26,31  | 43     | niet geplaatst | niet geplaatst | niet geplaatst | niet geplaatst |